# Gasteracantha kuhli
Espèce
Synonymes
- Plectana acuminata Walckenaer, 1841
- Gasteracantha annulipes C. L. Koch, 1844
- Plectana leucomelas Doleschall, 1859
- Gasteracantha annamita Simon, 1886
- Gasteracantha leucomelaena Thorell, 1887
- Gasteracantha nabona Chamberlin, 1924

Gasteracantha kuhli est une espèce d'araignées aranéomorphes de la famille des Araneidae.

## Distribution
Cette espèce se rencontre de l'Inde au Japon et aux Philippines,.
Elle a été observée en Inde,, au Bhoutan, en Birmanie,, en Thaïlande, au Viêt Nam, au Cambodge, en Malaisie, à Singapour, en Indonésie,,, aux Philippines,, en Chine dont à Hong Kong, en Corée du Sud, au Japon et aux îles Mariannes du Nord à Saipan.

## Habitat
Cette espèce peut se rencontrer en bordure de rizière sur le Pois d'Angole (Cajanus cajan). Elle peut également être observée dans les mangroves. En Malaisie, cette espèce est commune dans les parcs et les forêts secondaires jusqu'à une altitude de 1 200 m.

## Description

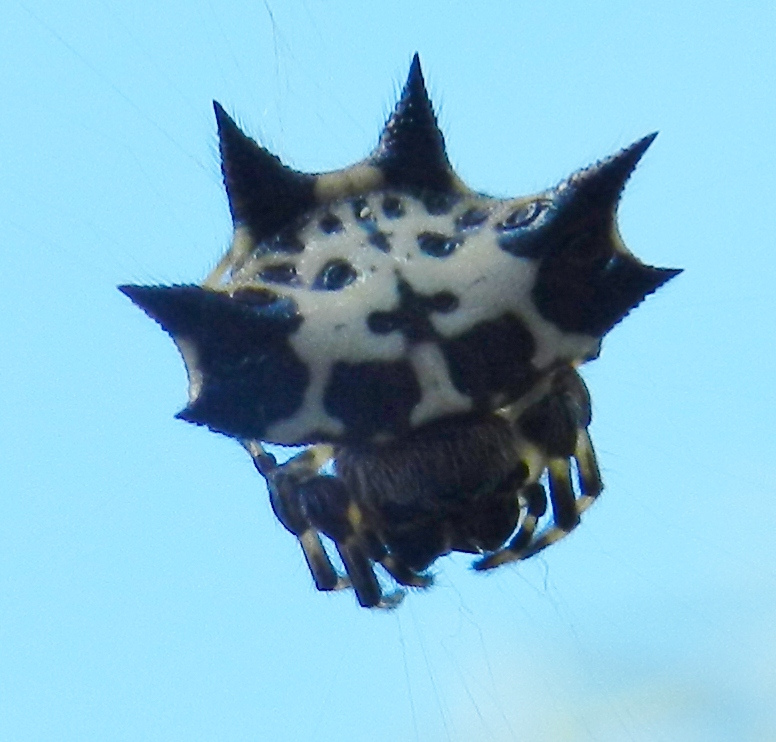
Gasteracantha kuhli

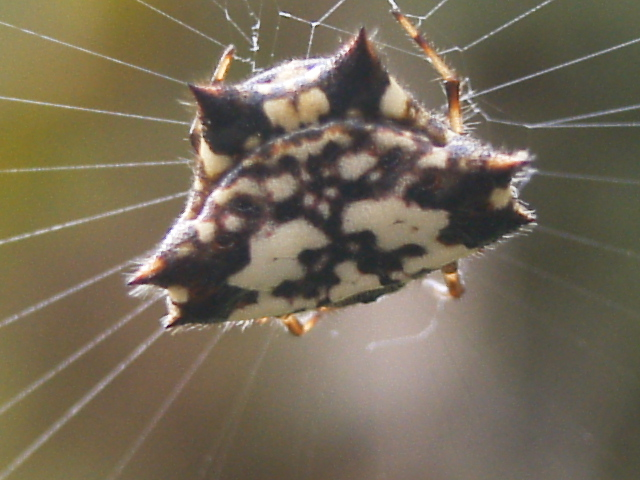
Gasteracantha kuhli

La femelle mesure de 7 à 9 mm de long et le mâle de 3 à 5 mm.

### Description de la femelle
Le céphalothorax est brun jaunâtre, légèrement plus long que large, antérieurement émoussé et revêtu de poils gris. La région céphalique est élevée et la région thoracique descend postérieurement. Les huit yeux sont disposés en deux lignes recourbées. Le quadrangle oculaire est plus large que long et plus large derrière que devant. Les yeux médians sont de taille inégale et les médians postérieurs sont entourés d'anneaux noirs. Les yeux antérieurs du carré intermédiaire sont plus gros et plus rapprochés que les postérieurs. Le sternum, recouvert de poils, présente une forme de cœur, pointe en arrière, brun foncé avec une tache blanche en forme de fer. Le labium est légèrement plus large que long, brun foncé avec un bord pâle. Les maxillaires sont brun jaunâtre, pourvus de scopules distinctes. Les chélicères sont très forts et gros, brun foncé, pourvus d'une bosse proéminente. Les sillon des chélicères présentent trois dents sur le bord antérieur et six sur le bord postérieur. 
Les pattes sont brun jaunâtre, courtes et fortes. L'extrémité distale des segments présente des bandes brunes transversales indistinctes. Les fémurs des pattes IV arborent une bande brune transverse distincte au milieu, portant des poils.
L'abdomen est plus ou moins octogonal, plus large que long, et chevauche fortement en avant le céphalothorax. Il est recouvert de duvet et de poils. La partie dorsale est légèrement concave, avec des taches jaunâtres à blanchâtres et quelques paires de grandes sigilla bien visibles. Les quatre sigilla de la rangée antérieure sont ovales et les deux médians légèrement vers l’intérieur. Les deux sigilla latéraux sont placés sur le bord avant et un sigilla est placé entre les deux épines latérales, tous larges et ovales. Les deux sigilla latéraux du bord arrière sont un peu plus petits et plus ovales. Le sigilla externe des cinq médians est situé sur le bord postérieur, les trois autres restant assez rapprochés au milieu et plus à l’intérieur. L’angle du côté avant et les deux du bord arrière sont brun-noir. Les paires de plaques sombres sont noires aux frontières et peuvent être interconnectées ou non. Les quatre épines latérales sont très petites. Les épines médianes et postérieures sont de taille inférieure à l'égale aux épines antérieures mais beaucoup plus larges. La face ventrale est noirâtre, avec des taches éparses jaunâtres à blanchâtres et un tubercule cornu en avant des filières. L'épigyne présente un scape très court.

## Comportement

### Toile

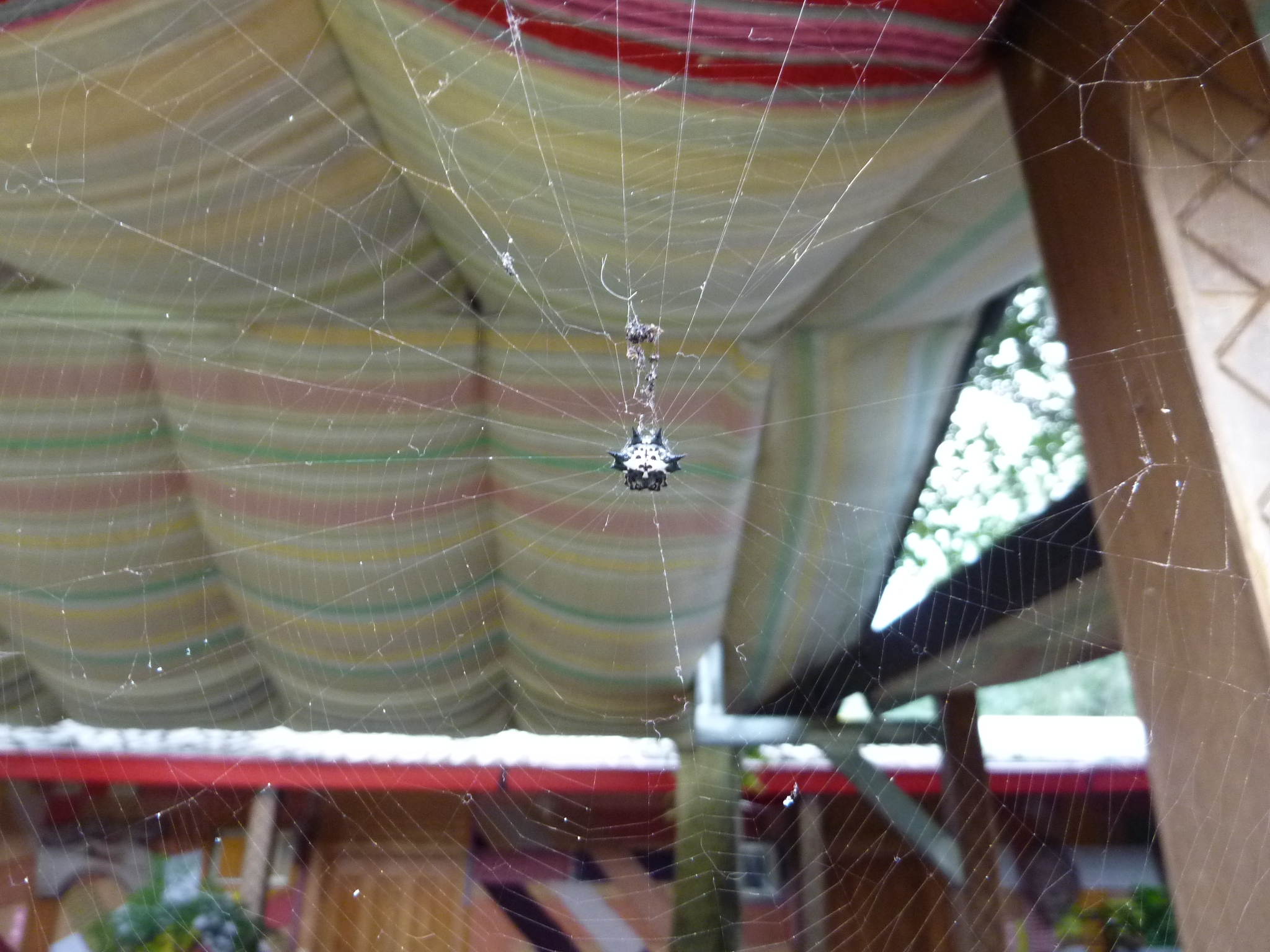
Gasteracantha kuhli au centre de sa toile

Gasteracantha kuhli construit une toile concentrique, dont elle occupe le centre en permanence, dans les espaces ouverts forestiers suffisamment ensoleillés et venteux.

## Systématique et taxinomie
Cette espèce a été décrite avec l'orthographe Gasteracantha kuhlii par Carl Ludwig Koch en 1837, dénommée sur la base du nom Epeira kuhlii figurant sur l'étiquette de la collection de Jacob Sturm de Nuremberg.
L'orthographe de l'épithète kuhli est utilisée ici en lieu et place de kuhlii initialement donné par Koch en suivant le choix du World Spider Catalog. Le choix du World Spider Catalog s'appuie sur le Bibliographia araneorum (1945-1961) de Pierre Bonnet qui remplaça toutes les terminaisons -ii des épithètes d'espèce destinées aux personnes par -i (sauf dans les noms originaux des personnes se terminant par i). D'après le World Spider Catalog, la grande majorité des arachnologues a repris la nomenclature de Bonnet et ne souhaite pas modifier les noms communément utilisés depuis 1959 en opposition à l'article 33.4 du Code international de nomenclature zoologique qui indique que ces fins devraient être modifiées selon l'orthographe d'origine. La liste de publications relatives à Gasteracantha kuhli et postérieures à 1959 donnée dans le World Spider Catalog (20/02/2019, version 20.0) indique cependant qu'une majorité d'auteurs utilise l’épithète kuhlii en contradiction, pour cette espèce, avec l'argument avancé précédemment.

## Étymologie
Cette espèce est nommée en l'honneur de Heinrich Kuhl.

## Publication originale
- C. L. Koch, 1837 : Die Arachniden. Nurnberg, C.H. Zeh’sche Buchhandlung, vol. 4, no 1/5, p. 1-108 (texte intégral).